# El Pao (Francisco de Miranda)
Pour les articles homonymes, voir El Pao.
El Pao est l'une des cinq divisions territoriales et statistiques dont l'une des quatre paroisses civiles de la municipalité de Francisco de Miranda dans l'État d'Anzoátegui au Venezuela. Sa capitale est El Pao de Barcelona.

## Géographie

### Démographie
Hormis sa capitale El Pao de Barcelona, la paroisse civile possède plusieurs localités dont :
- Cabeceras del Pao (partagé avec Cachipo)
- El Manguito
- El Pao de Barcelona
- Las Matas
- Las Nieves